# コンペティティブ・ペーシェンス
コンペティティブ・ペーシェンスは、ペーシェンス（ソリテール）を複数人で楽しむ方法の一つ。参加者各人が個々にペーシェンスを行い、ペーシェンスのスコアを競い合う。
スポーツのゴルフが代表的な例である。ゴルフは一人で行うゲームである。しかし、この一人で行うゲームを複数人で行い、スコアの大小で勝敗を競う(多くの場合は、パーティーを組み複数人でラウンドを行うが、パーティーの人同士で協力や妨害をする訳では無い)。
ポーカー・ソリティアおよびクリベッジ・ソリティアというソリティアも、二人ないしそれ以上でスコアを競いあう遊び方が知られている。
レーシング・デーモンという子供向けのゲームは、デーモンというソリテール（クロンダイクの別名）を複数人で行い、カードをできるだけ速く動かし、誰が一番速くデーモンのゲームを成功させるかを争うゲームである。失敗したプレイヤーは再び最初からデーモンをやりなおす。
スパイト・アンド・マリスは普通コンペティティブ・ペーシェンスであるとみなされているが、上述の意味でのコンペティティブ・ペーシェンスではなく、その名（日本語に訳すと「意地悪と悪意」）の通り互いに相手を妨害しあう。スパイト・アンド・マリスがコンペティティブ・ペーシェンスと呼ばれるのは各人が「ペーシェンス風の」ゲームを行うからである。
それに対し、ラミー・キューブは通常コンペティティブ・ペーシェンスとはみなされないが、コンペティティブ・ペーシェンス的な側面の強いゲームである。
一人で遊ぶコンピュータゲームは直接対戦は出来ないが、コンペティティブ・ペーシェンスとして得点で競い合うことが出来る。また、ハイスコアランキングの記録やゴーストカーの仕組みが準備されており擬似的に複数で競い合うことが出来る。
自動車競技のジムカーナやラリー、タイムトライアルなど、直接対戦では無く、同一のコースを別の時間で走行した時間やポイントで順位を決めるコンペティティブ・ペーシェンスである。
短距離走など陸上競技の一部では走行するトラックが決められており、他のプレイヤーに妨害など介入が出来ないコンペティティブ・ペーシェンスである。